# Божин Павловски
Божин Силян Павловски (на македонска литературна норма: Божин Павловски) е виден писател и сценарист от Северна Македония.
Лустриран е като сътрудник на югославските тайни служби през 2013 година.

## Биография
Роден е в 1942 година в демирхисарското село Жван, тогава в Царство България. Завършва Философския факултет в Скопие, и известно време работи като журналист в „Трудбеник“, „Млад борец“ и „Нова Македония“. Основател е на издателската къща „Мисла“ в Скопие и е неин дългогодишен главен редактор. Също така е основател е на издателство АЕА, основано през 1992 г. в Мелбърн, Австралия. Това издателство ги издава вестниците „Денес“ и „Македония денес“, които са сред най-влиятелните етнически вестници в Австралия, САЩ и Канада. „Роман за моето заминување“ печели наградата за най-продавана книга на Международния панаир на книгата в Скопие (2002 г.), А „Патување со љубената“ получава Интербалканската награда за литература в Солун (2002 г.). Павловски е главен редактор на книгоиздателството „Матица македонска“ в Скопие (от 1996 г.). Член е на Македонската академия на науките и изкуствата и на Дружеството на писателите на Македония (от 1964 г.).
Въпреки че Божин Павловски е носител на много престижни литературни отличия, в кариерата му има и някои негативни отзиви за неговото творчество – на няколко пъти се говори, че е плагиат. В 1992 година излиза книгата на Атанас Вангелов, наречена „Преписите на Божин Павловски“. В 2003, студентката по сравнително литературознание, Мая Серафимовска, повдига обвинение срещу него, защото Павловски е отрекъл съавторството ѝ на автобиографичния роман „Патување со љубената“.
Делата на Божин Павловски са преведени на двайсет езика, между които английски, френски, руски, сръбски, италиански, румънски, албански, словенски и други.
Носител е на наградите „Рациново признание“, „11 октомври“, „Стале Попов“, „Гоцева повелба“, „Кочо Рацин“ и международните „Младост“ и „Железарница Сисак“, интербалканската книжовна награда (Солун, Гърция, 2002).
През юли 2013 година, комисията за лустрация в Република Македония официално установява, че Божин Павловски е бил сътрудник на югославските тайните служби.

## Произведения
- Игра со љубов (роман, 1964)
- Фантасти (разкази, 1964)
- Миладин од Кина (роман, пръв дял, 1967)
- Лудисти (раскази, 1967)
- Миладин од Кина (роман, втори дял, 1968)
- Македонците зад Екваторот (пътеписна проза, 1971)
- Дува (роман, 1973)
- Австралија, Австралија (сценарий за документален филм, 1975)
- Вест Ауст (роман, 1978)
- Црвениот хипокрит (роман, 1984)
- Уткини соседи (роман, 1987)
- Враќање во сказните (роман, 1989)
- Дува и болвата (роман, 1997)
- Подвижни гробови (роман, 1998)[1]
- Патување со љубената (роман, 2000)
- Египетска сонувалка (роман, 2001)
- Изгубени во рајската градина (роман)[4]